# East Providence
East Providence, stad i Providence County, Rhode Island, USA med cirka 48 688 invånare (2000). 